# Zierliche Zwergspitzmaus
Die Zierliche Zwergspitzmaus (Suncus varilla) ist eine Art in der Familie der Spitzmäuse, die im Osten und Süden Afrikas vorkommt.

## Merkmale
Erwachsene Exemplare erreichen eine Kopf-Rumpf-Länge von 44 bis 68 mm, eine Schwanzlänge von 25 bis 45 mm und ein Gewicht von etwa 6,5 g. Die Länge der Hinterfüße beträgt 9 bis 10 mm und die Ohren sind 7 bis 9 mm lang. Das Fell der Oberseite wird aus Haaren gebildet, die nahe der Haarwurzel dunkelgrau sind. Darauf folgt ein silberweißes Band, während die Haarspitzen bräunlich sind. Die Oberseite erhält so ein kastanienbraunes Aussehen mit grauer Tönung. Auf der Unterseite kommt hellgraues bis weißes Fell vor, wobei die Haarbasis am dunkelsten ist. Zwischen diesen Farbbereichen existiert eine deutliche Grenze. Wie bei anderen Vertretern der Gattung Dickschwanzspitzmäuse ist die Schnauze stark zugespitzt. Die Augen sind klein und die Ohren abgerundet. Der Schwanz besitzt eine braune Oberseite sowie eine hellere Unterseite. Er ist mit längeren Borsten bedeckt.

## Verbreitung

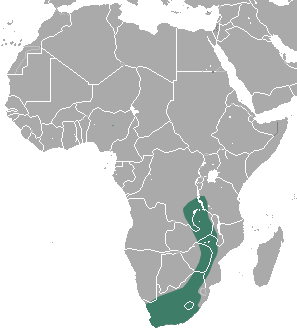
Verbreitungsgebiet der Zierlichen Zwergspitzmaus

Das Verbreitungsgebiet reich vom Südosten der Demokratischen Republik Kongo sowie vom Westen Tansanias über Sambia, Malawi, Ost-Simbabwe und West-Mosambik bis nach Südafrika. Im Norden des Verbreitungsgebiets sind die einzelnen Populationen weit verstreut. Die Zierliche Zwergspitzmaus hält sich in unterschiedlichen Landschaften wie Wäldern und Savannen auf. Sie besucht weiterhin Gärten im Umfeld menschlicher Siedlungen.
Das Gewölle einer Eule, das in Nigeria gefunden wurde, enthielt ein Fragment eines Schädels der Zierlichen Zwergspitzmaus.

## Lebensweise
In Südafrika besucht diese Spitzmaus vorwiegend Termitenhügel von Arten der Gattung Trinervitermes. Innerhalb des Termitenbaus legt die Art ihr eigenes kugelförmiges Nest an, das mit Gras gepolstert wird. Oft liegt das Nest an der warmen nördlichen oder westlichen Seite des Termitenhügels sowie meist unterhalb der Erdbodenebene. Allgemein ist so eine gleichbleibende Temperatur im Lebensraum garantiert. Sollten doch stärkere Abkühlungen eintreffen, fällt die Zierliche Zwergspitzmaus in einen lethargischen Zustand (Torpor).
Diese Spitzmaus frisst vorwiegend Insekten. Exemplare in Gefangenschaft konnten erfolgreich mit Grashüpfern, Echten Grillen, Termiten und Rinderleber gefüttert werden.
Die Zierliche Zwergspitzmaus bildet meist monogame Paare. Im südlichen Verbreitungsgebiet erfolgt die Paarung vorwiegend am Ende der Trockenphase zwischen August und September oder zu Beginn der Regenzeit zwischen Oktober und November. Die Paarungszeit kann bis in den März reichen. Ein Wurf besteht aus 2 bis 7 Nachkommen. Diese werden in den ersten neun Monaten hauptsächlich von der Mutter gepflegt. Umzugskarawanen, bei denen sich ein Jungtier am Schwanz des vorderen Tieres festhält, sind für die Art registriert. Die meisten Weibchen paaren sich nicht im Jahr ihrer Geburt. Auch bei älteren Weibchen kommen selten zwei Würfe pro Jahr vor. Selten haben Weibchen bis zu drei Würfe in ihrem Leben, das maximal 24 bis 30 Monate dauert.

## Bedrohung
Für den Bestand sind keine Bedrohungen bekannt. Die Art wird von der IUCN als nicht gefährdet (Least Concern) gelistet.